# Plecoptera mainty
Plecoptera mainty är en fjärilsart som beskrevs av Pierre E.L. Viette 1972. Plecoptera mainty ingår i släktet Plecoptera och familjen nattflyn. Inga underarter finns listade i Catalogue of Life.